# Emilio García García
Emilio García García (Avilés, 1894 - Oviedo, 1936) va ser un sindicalista i dirigent comunista asturià.
Treballava de fuster. Des de molt jove milità en la UGT i el PSOE. Molt influït per la Revolució d'Octubre abandonà el PSOE i formà part de la CNT, participant en l'intent d'adherir la confederació al moviment bolxevic. Formà part del sindicat de la construcció de la CNT i s'incorporà al PCE. Representà el Sindicat Únic de la Construcció i Fusta de Gijón en el III i IV Congressos de la CNT. Formà part de l'Esquerra Comunista i fou dels impulsors de l'Aliança Obrera a Astúries, que aconseguí la participació de la CNT, en contra de la posició dominant en la FAI. Membre del POUM formà part de la milícia obrera que en els primers mesos de la guerra intentà anar a Madrid a impedir la sublevació. Després s'incorporà al front d'Oviedo, morint al davant de la companyia que comandava el 4 d'octubre de 1936.